# Carl Johan Thyselius

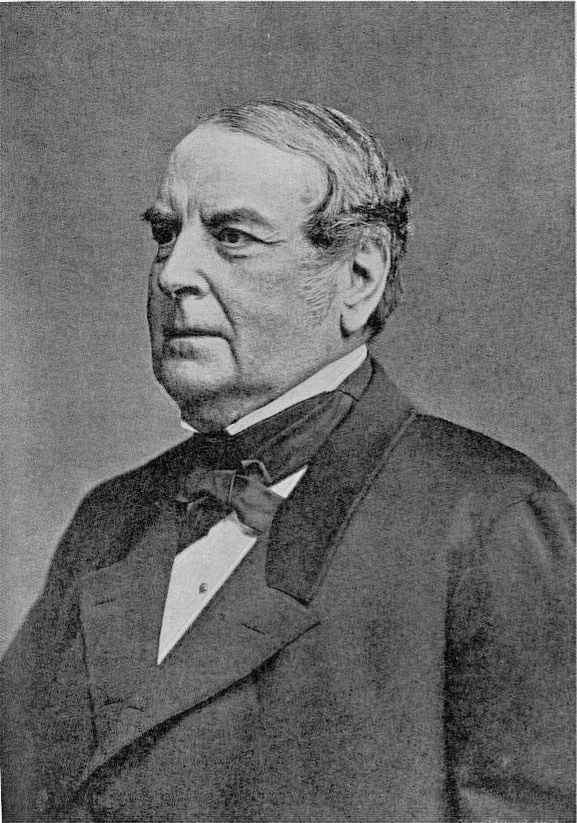
Carl Johan Thyselius

Carl Johan Thyselius (* 8. Juni 1811 in Österhaninge, Gemeinde Haninge; † 11. Januar 1891 in Stockholm) war ein schwedischer Politiker und Ministerpräsident von Schweden (Sveriges Statsminister).

## Studium und berufliche Laufbahn
Der Sohn des späteren Bischofs Pehr Thyselius absolvierte zunächst ab 1827 ein Studium an der Universität Uppsala. Wie viele andere Persönlichkeiten seiner Zeit verband er die berufliche Laufbahn mit politischen Tätigkeiten. Zunächst übernahm er einige Ämter innerhalb der Justizverwaltung, bevor er von 1856 bis 1860 Richter (Justitieråd) am Obersten Gericht von Schweden (Högsta domstolen) war.
Nach einer ersten Tätigkeit als Kabinettsminister wurde er später von 1864 bis 1875 Präsident der Behörde für Recht, Finanzen und Verwaltung (Kammarkollegiet), der ältesten öffentliche Institution Schwedens.

## Politische Laufbahn
Thyselius begann seine politische Laufbahn am 2. November 1860 mit der Übernahme des Amtes des Kirchenministers (Ecklesiastikminister), der jedoch auch die Aufgaben eines Erziehungsministers wahrnahm. Dieses Amt übte er bis 1863 unter den Ko-Ministerpräsidenten Louis De Geer und Ludvig Manderström aus.
Von 1863 bis 1864 war er Regierungspräsident des Bezirks Kronoberg. Diesen Bezirk vertrat er auch von 1868 bis 1886 als Abgeordneter in der Ersten Kammer des Reichstages.
1875 trat er unter den Ko-Ministerpräsidenten De Geer und Oscar Björnstjerna erneut in die Regierung ein und übernahm diesmal die Leitung des Zivilministeriums (Civilminister), das für Handel, Industrie und Schifffahrt zuständig. Dieses Amt behielt er auch nach der Regierungsreform von 1876, die dazu führte, dass De Geer erster alleiniger Ministerpräsident wurde. Zusammen mit De Geer trat er am 19. April 1880 von seinem Amt zurück.
Nach dem Rücktritt von De Geers Nachfolger Arvid Posse am 13. Juni 1883 übernahm er auf Bitten von König Oskar II. selbst das Amt des Ministerpräsidenten. Zeitweise übernahm er auch wieder die Leitung des Zivilministeriums. Er war der erste Leitende Minister, der nicht aus dem Adel stammt, und zugleich mit 72 Jahren der bis dahin älteste Ministerpräsident Schwedens.
Am 16. Mai 1884 trat er dann jedoch nach nur elfmonatiger Regierungszeit zurück.
Die schwedische Schriftstellerin Thora Thyselius gehört zu seinen Nachfahren.